# Keishi Ōtomo
Pour les articles homonymes, voir Ōtomo.
Keishi Ōtomo (大友 啓史, Ōtomo Keishi) est un réalisateur et scénariste japonais, né le 6 mai 1966 à Morioka.

## Filmographie partielle

### En tant que réalisateur

#### Longs métrages
- 2009 : Hagetaka (ハゲタカ?)
- 2012 : Kenshin le vagabond (るろうに剣心, Rurōni Kenshin?)
- 2013 : Purachina deita  (プラチナデータ?)
- 2014 : Kenshin : Kyoto Inferno (るろうに剣心 京都大火編, Rurōni Kenshin: Kyōto taika-hen?)
- 2014 : Kenshin : La Fin de la légende (るろうに剣心 伝説の最期編, Rurōni Kenshin: Densetsu no saigo-hen?)
- 2016 : Himitsu (秘密?)
- 2016 : Museum (ミュージアム, Myūjiamu?)
- 2017 : 3 gatsu no raion zenkōhen (3月のライオン前後編?)
- 2018 : Okuotoko (億男?)
- 2019 : Eiri (影裏?)
- 2021 : Kenshin : L'Achèvement (るろうに剣心 最終章 The Final, Rurōni Kenshin saishū shō: The Final?)
- 2021 : Kenshin : Le Commencement (るろうに剣心 最終章 The Beginning, Rurōni Kenshin saishū shō: The Beginning?)
- 2023 : The Legend and Butterfly (レジェンド&バタフライ?)

#### Séries télévisées
- 2001 : Churasan (ちゅらさん?) (saison 1)
- 2002 : Watashi no aozora 2002 (私の青空2002?)
- 2002 : Koi seyo otome (恋セヨ乙女?)
- 2002 : Kekkon dorobō (結婚泥棒?)
- 2003 : Churasan 2 (ちゅらさん2?) (saison 2)
- 2003 : Yumemiru budō: Hon o yomu onna (夢みる葡萄～本を読む女～?)
- 2004 : Motto koi seyo otome (もっと恋セヨ乙女?)
- 2004 : Churasan 3 (ちゅらさん3?) (saison 3)
- 2009 : Hagetaka (ハゲタカ?)
- 2009 : Shirasu Jirō (白洲次郎?)
- 2010 : Ryōmaden (龍馬伝?)

### En tant que scénariste

#### Longs métrages
- 2012 : Kenshin le vagabond (るろうに剣心, Rurōni Kenshin?)
- 2014 : Kenshin : Kyoto Inferno (るろうに剣心 京都大火編, Rurōni Kenshin: Kyōto taika-hen?)
- 2014 : Kenshin : La Fin de la légende (るろうに剣心 伝説の最期編, Rurōni Kenshin: Densetsu no saigo-hen?)
- 2016 : Himitsu (秘密?)
- 2016 : Museum (ミュージアム, Myūjiamu?)
- 2017 : 3 gatsu no raion zenkōhen (3月のライオン前後編?)

## Distinctions

### Récompense
- Festival du film asiatique de Dallas 2016 : Prix du public pour Kenshin : Kyoto Inferno

### Nominations
- Festival international du film de Catalogne 2012 : Meilleur film Kenshin : Kyoto Inferno
- Festival international du film de Hainan 2019 : Meilleur film pour Eiri